# Laurence Anyways
Laurence Anyways ist ein kanadisches Filmdrama von Xavier Dolan-Tadros aus dem Jahr 2012, das die intensive Liebesgeschichte zwischen einer Frau und ihrem Transgender-Partner über den Zeitraum eines Jahrzehnts erzählt.

## Handlung
September 1989: Laurence Alia ist eine trans Frau, die sich noch nicht geoutet hat. Sie arbeitet als Lehrerin für Literatur und lebt seit zwei Jahren in einer festen Beziehung mit Frédérique Belair, genannt Fred. Fred arbeitet beim Film, Laurence wiederum schreibt neben ihrer Arbeit Gedichte und Kurzgeschichten und wurde gerade mit einem kleineren Literaturpreis ausgezeichnet. Einen Monat später ist Laurences 35. Geburtstag. Fred schenkt ihr einen Kurztrip nach New York City und redet im Auto betrunken auf sie ein, bis sie sie anschreit, dass sie schweigen solle und sie sterben würde, wenn „[sie] es nicht ausspreche“. Sie eröffnet ihr, dass sie im falschen Körper lebe und nun beschlossen habe, endlich als Frau zu leben. Für Fred bricht eine Welt zusammen. Fragend tastet sie sich heran – ob sie, Laurence, sich in den letzten Monaten jemals als Frau gekleidet habe, ob sie ihre Unterwäsche angezogen habe, ob sie homosexuell sei. Später weint sie sich bei ihrer Mutter und ihrer Schwester Stef aus. Beide raten ihr, Laurence zu verlassen. Zu dieser Zeit bemerkt Fred, dass sie schwanger ist und lässt das Kind abtreiben, ohne Laurence davon zu erzählen. Diese sucht im November ihre Eltern auf. Das Verhältnis zum Vater ist schwer gestört, die Mutter hat sie nie als Sohn angesehen. Sie eröffnet ihrer Mutter, dass sie als Frau leben wird, doch ihre Mutter reagiert nicht überrascht. Sie meint, sie solle ihre Probleme selbst klären. Fred wiederum entscheidet sich gegen den Rat ihrer Familie: Sie will die schwierige Zeit mit Laurence zusammen durchstehen.
Anfang 1990 versucht Laurence erstmals, in Frauenkleidern an die Öffentlichkeit zu gehen, scheitert jedoch zunächst, weil sie sich zu sehr beobachtet fühlt. Am ersten Schultag nach den Weihnachtsferien erscheint sie schließlich geschminkt und im Kostüm vor ihrer Klasse. Ihre Haare sind noch männlich kurz. Die Schüler gehen für Laurence unerwartet unverkrampft mit der neuen Situation um, worüber sie sich sehr freut. Fred schenkt ihr zur Feier des Tages eine Perücke, die Laurence jedoch nur trägt, um ihr eine Freude zu machen. Die nächste Zeit setzt Fred zu und sie wird depressiv. Laurence wiederum wird nach Elternprotesten durch den Schulrat entlassen. Als sie bald darauf in einer Bar sitzt, nähert sich ihr ein Mann und will sie berühren, doch Laurence streckt ihn gleich mit einem Kopfstoß nieder. Der Mann verprügelt sie daraufhin. Blutend steht Laurence schließlich auf der Straße und sucht ein öffentliches Telefon. Ihre Mutter weigert sich sie zu sehen, doch findet sie Zuflucht bei der zufällig vorbeigehenden Baby Rose, die Teil der Travestiegruppe Les cinq Roses („Die fünf Rosen“) ist. Später sitzen Fred und Laurence in einem Café beim Brunch, als die Inhaberin immer wieder am Tisch vorbeikommt und neugierige Bemerkungen zu Laurence und ihrem Aussehen macht. Ihre geschäftige Neugier bringt für Fred das Fass zum Überlaufen und sie schreit die Frau an, lässt ihren Schmerz, ihren ehemaligen Freund nun als Frau erleben zu müssen, ihre Angst um Laurence und ihre Ohnmacht, alles nicht auszuhalten, an ihr aus. Sie flieht aus dem Café und fährt allein heim. Allein nimmt sie auch die Einladung einer Bekannten zu einem Filmball an und amüsiert sich vollkommen losgelöst aus ihrem Alltag. Dort lernt sie einen Mann kennen, mit dem sie eine Affäre eingeht. Einen Monat später beichtet sie dies Laurence, zieht aus der gemeinsamen Wohnung aus und geht nach Trois-Rivières. Laurence wiederum söhnt sich mit ihrer Mutter aus.
Trois-Rivières im Jahr 1995: Laurences Transition ist fortgeschritten und sie hat sich die Haare lang wachsen lassen. Sie lebt inzwischen mit Charlotte zusammen, während Fred mit ihrem Mann Albert Sohn Leo großzieht. Es ist Weihnachten und Fred muss eine Party für ihre Familie geben, bei der sich zeigt, dass ein Leben als Hausfrau sie verzweifeln lässt. Laurence feiert mit den „Fünf Rosen“. Später trifft sie auf ihre Mutter, die beabsichtigt umzuziehen. Sie gesteht ihr, in Laurence nie den Sohn gesehen zu haben, sie jedoch als Tochter zu akzeptieren. Laurence veröffentlicht kurz darauf ihren neuen Gedichtband D’Elles („Über Frauen“) und schickt ihn Fred per Post. In ihren Gedichten hat sie Aspekte aus Freds Leben einbezogen und Fred erkennt, dass Laurence nicht wie vermutet in Paris lebt und arbeitet, sondern in der Nähe sein muss. Über den Verlag schickt sie ihr einen Brief, in dem sie sie bittet zu ihr zu kommen. Der Brief fällt zunächst Charlotte in die Hände, die Laurence daraufhin verlässt. Laurence eilt zu Fred und beide fallen sich in die Arme, als seien sie nie getrennt gewesen. Sie beschließen gemeinsam (einige Tage) zu „fliehen“ und auf die Île au Noir zu reisen. Charlotte beobachtet, wie die beiden aus dem Haus gehen.
Auf der Île au Noir kennt Laurence ein befreundetes Paar. Der Mann Alexandre hat sich in seiner Vergangenheit einer Geschlechtsangleichung unterzogen. Laurence will Fred zeigen, dass ein Zusammenleben in einer solchen Konstellation möglich ist. Fred erkennt nicht, dass Alexandre mal transsexuell war und ist überrascht und geschockt, als sie es erfährt. Ihr Mann Albert hat unterdessen von Charlotte erfahren, dass Fred nicht wie behauptet bei Filmarbeiten, sondern stattdessen mit Laurence unterwegs ist. In ihrer Wut auf Laurence, die ihr den Sinn der Reise verheimlicht hat, mischt sich die Wut auf Charlotte und ihre eigene Naivität. Sie streitet sich mit Laurence, für die sie ihre Familie verlassen soll. Dabei erfährt Laurence, dass sie ein Kind hat. Sie gesteht ihr auch, dass sie zum Zeitpunkt von Laurences Coming-out von ihr schwanger war, das Kind jedoch abtreiben ließ, weil sie hoffte, so ihrer Beziehung noch eine Chance geben zu können. Am nächsten Morgen ist Laurence verschwunden.
1999 kehrt Laurence nach drei Jahren in den USA nach Montréal zurück. Sie hat ein neues Buch herausgebracht und will in der Stadt Freunde wiedertreffen und ihre kranke Mutter besuchen. Sie gibt einer Journalistin ein Interview zu ihren Plänen und Zielen, wobei sie erst einmal gegen deren Voreingenommenheit ankämpfen muss. Sie ist inzwischen zu einer attraktiven Frau geworden und kleidet sich makellos. Von Freds Schwester Stef erfährt sie, dass Fred ihren Mann verlassen hat. Stef gibt ihr Freds Nummer und beide treffen sich in einer Bar. Im Verlaufe des Gesprächs stellt Laurence fest, dass beide schon vor ihrem Entschluss, als Frau zu leben, Beziehungsprobleme hatten. Fred ist empört, dass Laurence es so darstellt, als wäre die Beziehung ohnehin auseinandergegangen. Sie zieht sich auf die Toilette zurück und verlässt das Café schließlich über einen Hinterausgang. Auch Laurence geht von sich aus nach kurzer Zeit.
Im Rückblick wird gezeigt, wie sich Laurence und Fred einst an einem Filmset kennenlernten. Laurence hatte mit Freunden gewettet, dass sie Fred einen gebastelten Schmetterling überreichen werde. Sie stellte sich Fred als Laurence Alia vor und antwortete auf ihre Nachfrage nach dem Nachnamen „Alia. Mais, c’est Laurence anyways“ („Alia. Aber in jedem Fall Laurence“ – in der deutschen Synchronisation aber „Laurence... anyways“).

## Produktion

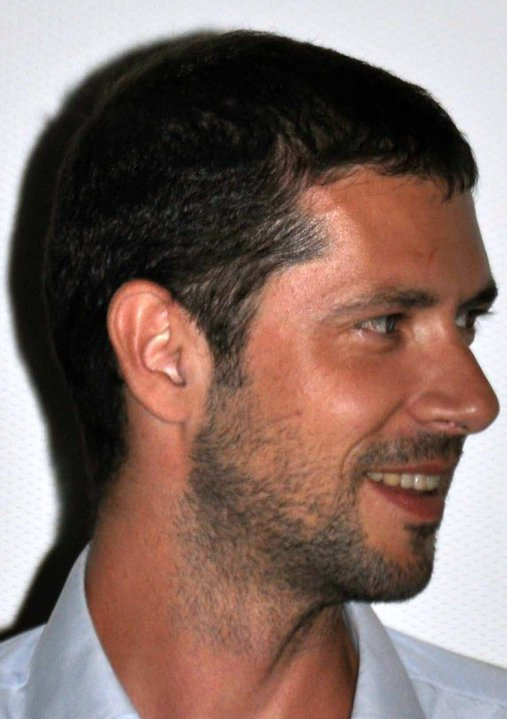
Melvil Poupaud, der die Rolle der Laurence übernahm

Laurence Anyways war ein Herzensprojekt von Xavier Dolan, das er über Jahre vorbereitete. Die Idee zum Film erhielt er im Herbst 2008 von einem Stabsmitglied seines Regiedebüts I Killed My Mother, deren Freund ihr eröffnet hatte, dass er als Frau leben will. „Ich war sprachlos und begann sofort, den Film geistig vorzubereiten. Als ich nach Hause kam, schrieb ich sofort 30 Seiten [Drehbuch]“, so Dolan rückblickend. Seinen zweiten Film Herzensbrecher drehte Dolan nach eigener Aussage nur, weil er noch nicht genügend Geld hatte, um Laurence Anyways zu realisieren. Herzensbrecher wurde ein Erfolg und brachte unter anderem die Filmförderung Québec dazu, Produktionsgelder für Laurence Anyways zur Verfügung zu stellen. Die Gesamtkosten des Films beliefen sich auf rund 10 Millionen Dollar.
Dolan besetzte im Film Rollen mit Schauspielern, mit denen er bereits in seinen früheren Filmen zusammengearbeitet hatte, so erhielt Anne Dorval erneut eine Nebenrolle. Suzanne Clément, die die Rolle der Fred übernahm, hatte bereits in Ich habe meine Mutter getötet eine Nebenrolle gespielt. Als Darsteller der Laurence war ursprünglich Louis Garrel vorgesehen, der in Herzensbrecher eine kleine Rolle innehatte, doch sprang er kurz vor Drehbeginn ab. Die Rolle wurde zwei Wochen vor Drehbeginn mit Melvil Poupaud neubesetzt, der wie Garrel Franzose ist. Dolan, der sich zuvor in seinen Filmen stets selbst in Hauptrollen besetzt hatte, ist im Film nur für einen Sekundenbruchteil in einer Szene beim Cinébal zu sehen. Wie in seinem Film I Killed My Mother spielt sein Vater Manuel Tadros eine kleine Nebenrolle – hier als Vermieter.
Bis Ende Juni 2011 war der Film zur Hälfte abgedreht; weitere Dreharbeiten erfolgten ab Herbst 2011. Unter anderem wurde in Colorado, Miami, Montréal und Trois-Rivières sowie in Paris gedreht.
Laurence Anyways hatte am 18. Mai 2012 auf den Internationalen Filmfestspielen von Cannes im Rahmen der Reihe Un certain regard Premiere. In Deutschland war er erstmals am 2. Oktober 2012 auf dem Filmfest Hamburg zu sehen. Am 27. Juni 2013 lief der Film in den deutschen Kinos an.

## Synchronisation
Der Film wurde bei der Rotor Film Babelsberg vertont. Christoph Cierpka schrieb das Dialogbuch und führte die Dialogregie.
| Rolle                    | Schauspieler            | Synchronsprecher          |
| ------------------------ | ----------------------- | ------------------------- |
| Laurence Alia            | Melvil Poupaud          | André Szymanski           |
| Frédérique „Fred“ Belair | Suzanne Clément         | Anita Vulesica            |
| Julienne Alia            | Nathalie Baye           | Katharina Lopinski        |
| Stéfanie „Stef“ Belair   | Monia Chokri            | Sanam Afrashteh           |
| Journalistin             | Susan Almgren           | Anna Kurek                |
| Michel Lafortune         | Yves Jacques            | Frank-Otto Schenk         |
| Andrée Belair            | Sophie Faucher          | Eleonore Weisgerber       |
| Charlotte                | Magalie Lépine Blondeau | Luise Helm                |
| Mamy Rose                | Catherine Bégin         | Gisela Fritsch            |
| Baby Rose                | Emmanuel Schwartz       | Rainer Fritzsche          |
| Dada Rose                | Jacques Lavallée        | Uli Krohm                 |
| Tatie Rose               | Perrette Souplex        | Kornelia Boje             |
| Shookie Rose             | Patricia Tulasne        | Sabine Falkenberg         |
| Albert                   | David Savard            | Viktor Neumann            |
| Francine                 | Monique Spaziani        | Silke Matthias            |
| Leiterin der Créperie    | Denise Filiatrault      | Sonja Deutsch             |
| Élise Voïlinsky          | Violette Chauveau       | Almut Zydra               |
| Fanny                    | Mylène Jampanoï         | Anna Grisebach            |
| Alexandre                | Jacob Tierney           | Alexander Doering         |
| Präsident des Schulrats  | Gilles Renaud           | Eberhard Haar             |
| Mélanie                  | Anne-Élisabeth Bossé    | Meriam Abbas              |
| Pierre Alia              | Vincent Davy            | Rüdiger Evers             |
| Vermieter                | Manuel Tadros           | Tayfun Bademsoy           |
| Marco de Bellefeuille    | Alexandre Goyette       | Sebastian Christoph Jacob |

## Kritik
Die Neue Zürcher Zeitung nannte Laurence Anyways einen „sowohl inhaltlich wie von der künstlerisch-gestalterischen Seite her außergewöhnlichen und mutigen Spielfilm“. Regisseur Xavier Dolan habe für die Geschichte „eine intensive bildliche Sprache des Zeigens und Verhüllens, von Fremdheit und Nähe gefunden. Wenn im zweiten Teil [des Films] auch gewisse Längen auftreten, so bleibt dieser doch ein Grenzen sprengendes, aufwühlendes Erlebnis.“
Steve Gravestock vom Toronto International Film Festival nannte den Film eine epische Romanze („epic romance“) und Dolans bis dahin stilvollste und reifste Filmarbeit. Der Film wirke wie „Sturmhöhe im wilden Montréal, mit einem transsexuellen Heathcliff und einer punkigen Catherine“, zahlreiche Szenen seien in ihrer blumig-schwülstigen Art atemberaubend. Laurence Anyways sei eine der kühnsten und wildesten Betrachtungen von Liebe und Sexualität, die je in Kanada gedreht worden seien.
Birgit Roschy von der Filmzeitschrift epd Film bewertet den Film als eindrückliches Beispiel für „Dolans Kino der Emotionen, es gehen Musik und Ästhetik Hand in Hand und treffen direkt ins Herz. In einer Mischung aus Videoclip und Nouvelle-Vague-Flair veranschaulicht er, zwischen rauschhafter Romantik und bitterem Sarkasmus, welch tiefe Wahrheit hinter dem Spruch ‚Kleider machen Leute‘ steckt.“
Wolfgang M. Schmitt bezeichnete Laurence Anyways als „Meisterwerk“ und hob hervor, dass Xavier Dolan nicht nur eine Liebesgeschichte erzähle, sondern ein komplexes filmisches Experiment über Identität, Wahrnehmung und gesellschaftliche Normen. Schmitt betonte, dass Dolan Mode und Ästhetik gezielt einsetze, um die Konstruktion von Geschlechterrollen sichtbar zu machen und tradierte visuelle Gewissheiten zu destabilisieren.
Anstatt bloß ein „Retro-Feeling“ der späten 1980er- und 1990er-Jahre zu erzeugen, nutze Dolan die Mode dieser Zeit als Werkzeug, um die Grenzen zwischen männlich und weiblich zu verwischen und damit Judith Butlers Unterscheidung zwischen „sex“ und „gender“ filmisch umzusetzen. Besonders hob Schmitt die Inszenierung hervor, in der Nahaufnahmen, unscharfe Bilder und unerwartete Bildwechsel das Publikum immer wieder im Unklaren lassen, ob es eine Frau oder einen Mann sieht.
Schmitt sah darin eine bewusste filmische Strategie, um die These zu stützen, dass sowohl biologisches als auch soziales Geschlecht performativ hergestellt und niemals abgeschlossen sei. Er lobte Dolan dafür, dass er auf plakative Darstellung der physischen Geschlechtsangleichung verzichte und sich stattdessen auf die emotionale und visuelle Ebene konzentriere. Diese Zurückhaltung ermögliche es, den Fokus auf die zentrale Frage des Films zu richten: Kann Liebe auch dann bestehen, wenn sich das äußere Erscheinungsbild eines geliebten Menschen radikal verändert?
Darüber hinaus stellte Schmitt eine Parallele zu Alfred Hitchcocks Vertigo her, in dem der männliche Protagonist versucht, eine Frau seinem Idealbild anzupassen – eine Dynamik, die Dolan hier umkehrt. Statt Anpassung an ein Fantasiebild zeige Laurence Anyways den Versuch, eine Liebe zu bewahren, obwohl das geliebte Gegenüber sich von diesem Bild löst.

## Auszeichnungen
Laurence Anyways erhielt zahlreiche internationale Preise und Nominierungen. Xavier Dolan wurde auf den Internationalen Filmfestspielen von Cannes 2012 mit der Queer Palm ausgezeichnet. Suzanne Clément erhielt für ihre Darstellung der Fred in Cannes den Preis als Beste Darstellerin der Reihe Un certain regard. Auf dem Toronto International Film Festival wurde der Film 2012 als Bester kanadischer Spielfilm ausgezeichnet.
Im Jahr 2013 erhielt Laurence Anyways unter anderem eine César-Nominierung in der Kategorie Bester ausländischer Film. Er gewann zwei Canadian Screen Awards (Bestes Kostüm, Bestes Make-up) und war für acht weitere kanadische Filmpreise nominiert. Ebenfalls 2013 wurde der Film für einen Guldbagge in der Kategorie Bester ausländischer Film nominiert. Er gewann drei Jutra Awards und war für acht weitere Jutra Awards nominiert. Xavier Dolan erhielt für Laurence Anyways zudem einen Prix Lumières in der Kategorie Bester französischsprachiger Film.

## Soundtrack
Der Soundtrack besteht neben zeitgenössischer elektronischer Musik, die der Erzählzeit des Films vorausgreift (bspw. Fever Ray oder Headman), auch aus popkulturellen Liedern der jeweiligen Zeit im Film entsprechend. Dabei werden Künstler und Titel aus den 1980er, 1990er und 2000er Jahren verwendet. Der Film greift auf lokale Künstler und Künstlerinnen zurück, die der frankokanadischen Popkultur angehören. Auch klassische Stücke berühmter Komponisten werden eingebunden.
| Nr. | Titel                                           | Interpret                        |
| --- | ----------------------------------------------- | -------------------------------- |
| 1.  | Bette Davis Eyes                                | Kim Carnes                       |
| 2.  | Fade to Grey                                    | Steve Strange                    |
| 3.  | Enjoy the Silence                               | Depeche Mode                     |
| 4.  | A New Error                                     | Moderat                          |
| 5.  | Pour que tu m'aimes encore                      | Céline Dion                      |
| 6.  | If I Had a Heart                                | Fever Ray                        |
| 7.  | The Funeral Party                               | The Cure                         |
| 8.  | Oxygène                                         | Diane Dufresne                   |
| 9.  | Let's Go Out Tonight                            | Craig Armstrong & Paul Buchanan  |
| 10. | 5. Sinfonie in C Moll, Op. 67: Allegro Con Brio | Ludwig van Beethoven             |
| 11. | Gens du pays                                    | Gilles Vigneault & Gilles Rochon |
| 12. | C'est zéro                                      | Julie Masse                      |
| 13. | Tous les cris les SOS                           | Marie Denise Pelletier           |
| 14. | Quel est l'enfant                               | Marilisa Mitsou                  |
| 15. | Romeo und Julia (No.1 Op 64ter)                 | Sergei Prokofiev                 |
| 16. | Ni trop tôt ni trop tard                        | Patricia Tulasne                 |
| 17. | 4. Sinfonie in E Moll                           | Johannes Brahms                  |
| 18. | Die vier Jahreszeiten                           | Antonio Vivaldi                  |
| 19. | Ouvertüre 1812                                  | Pyotr Ilyich Tchaikovsky         |
| 20. | 1. Sinfonie in D Dur                            | Gustav Mahler                    |
| 21. | Already Gone                                    | Tindersticks                     |
| 22. | Moisture (Headman Club Remix)                   | Headman                          |
| 23. | Gnosienne No.7                                  | Erik Satie                       |
| 24. | 1990                                            | Jean Leloup                      |
| 25. | Soirs de scotch                                 | Luce Dufault                     |
| 26. | Baisse un Peu l'Abat-Jour                       | Elyane Celis                     |
| 27. | The Chauffeur                                   | Duran Duran                      |